# Saint-Honoré (Isère)
 Saint-Honoré  es una población y comuna francesa, en la región de Ródano-Alpes, departamento de Isère, en el distrito de Grenoble y cantón de La Mure.

## Demografía
| 367 | 324 | 287 | 525 | 715 | 779 |
| Para los censos de 1962 a 1999 la población legal corresponde a la población sin duplicidades (Fuente: INSEE [Consultar]) |     |     |     |     |     |